# Militärflugplatz Long Tieng

i7
i11
i13

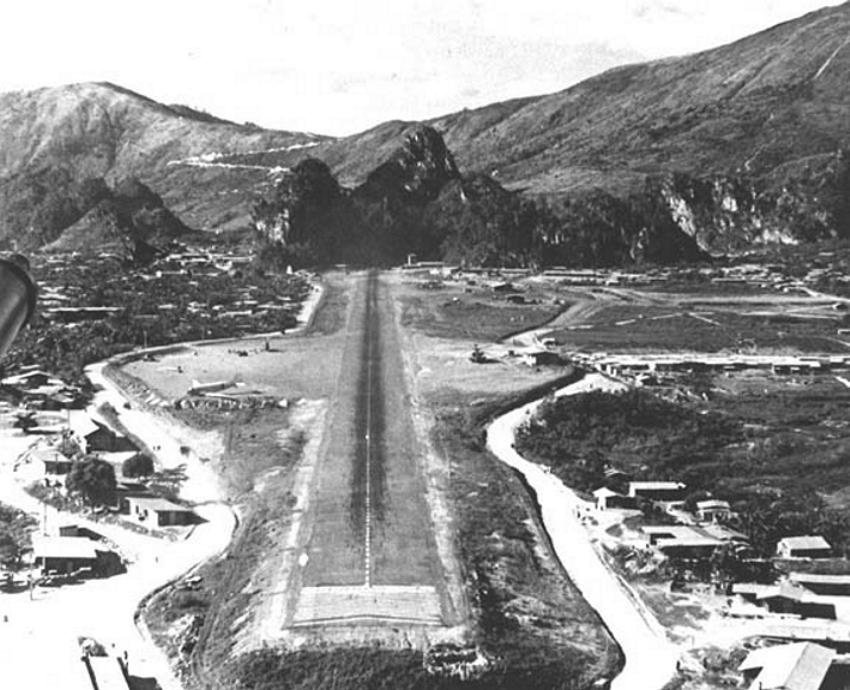
Direkter Blick auf die Landebahn des Flugplatzes Long Tieng

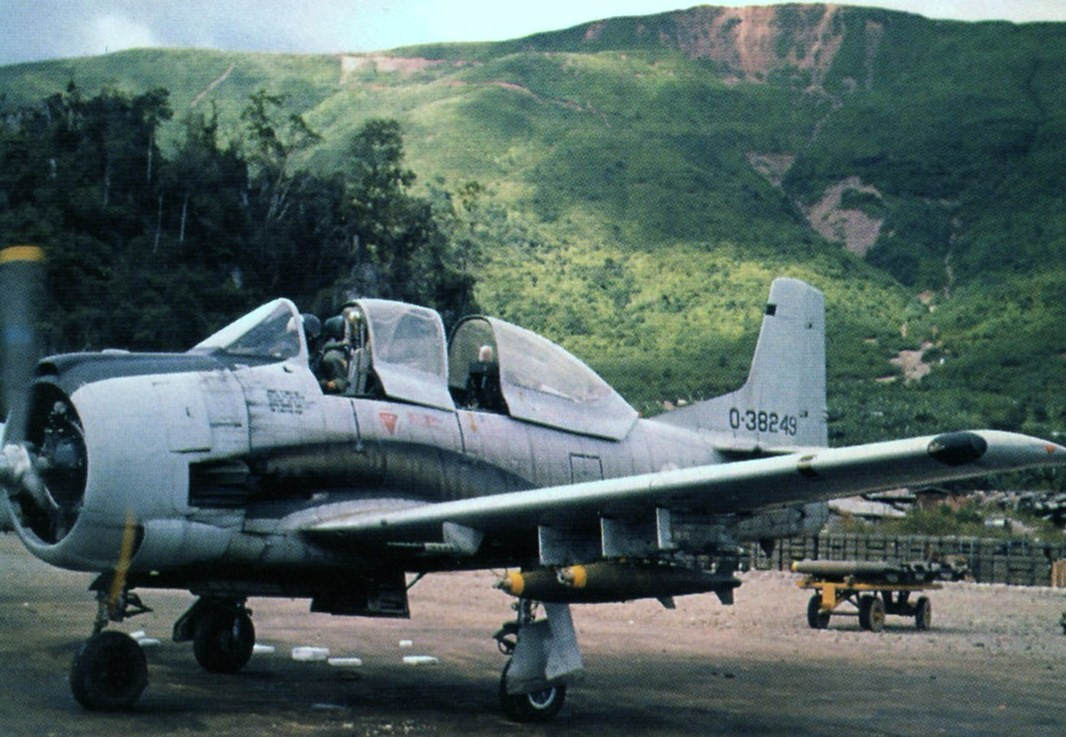
Bewaffnete North American T-28-Kampfflugzeuge auf dem Stützpunkt LS98/LS20A (1972)

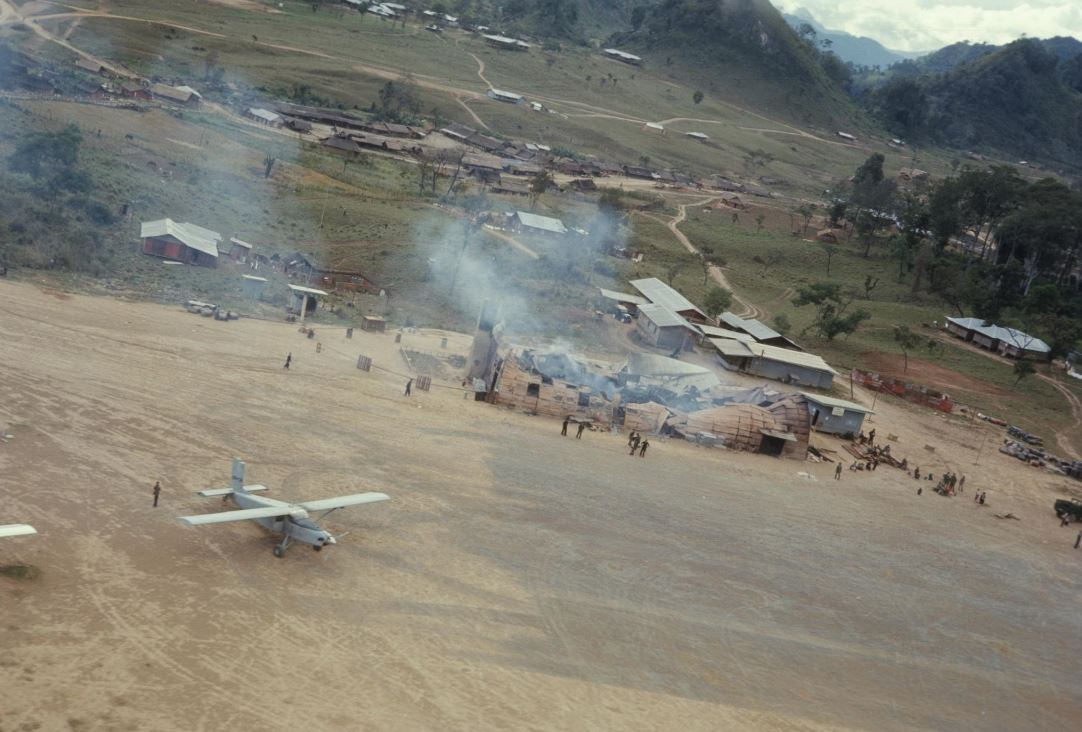
Flugpiste von Sam Thong der USAID 1970. Offiziell war Long Tieng (LS20A) die Ausweichpiste von diesem Flugfeld (LS20).

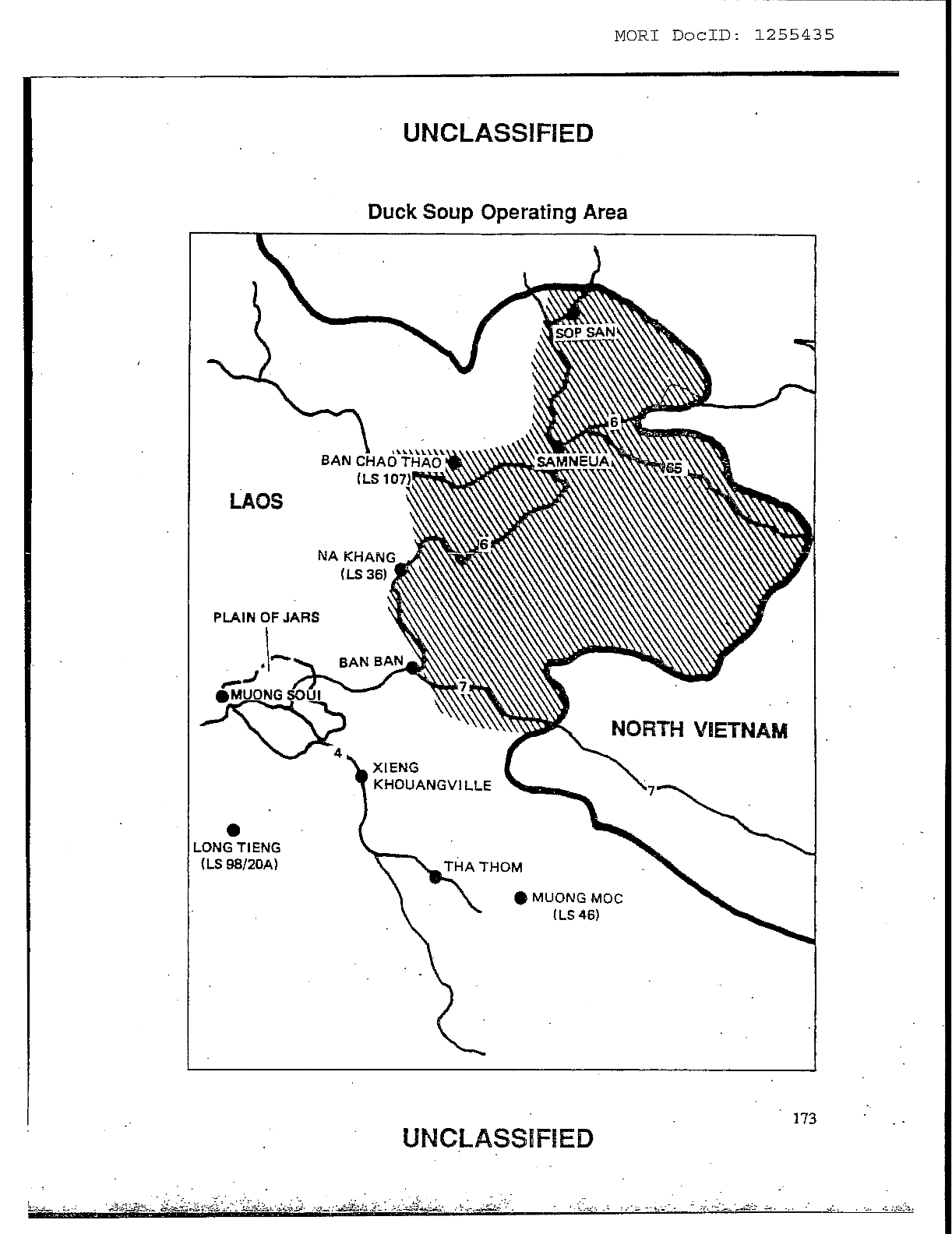
US-Karte mit Ortsangabe des Stützpunktes LS98/LS20A Long Tieng

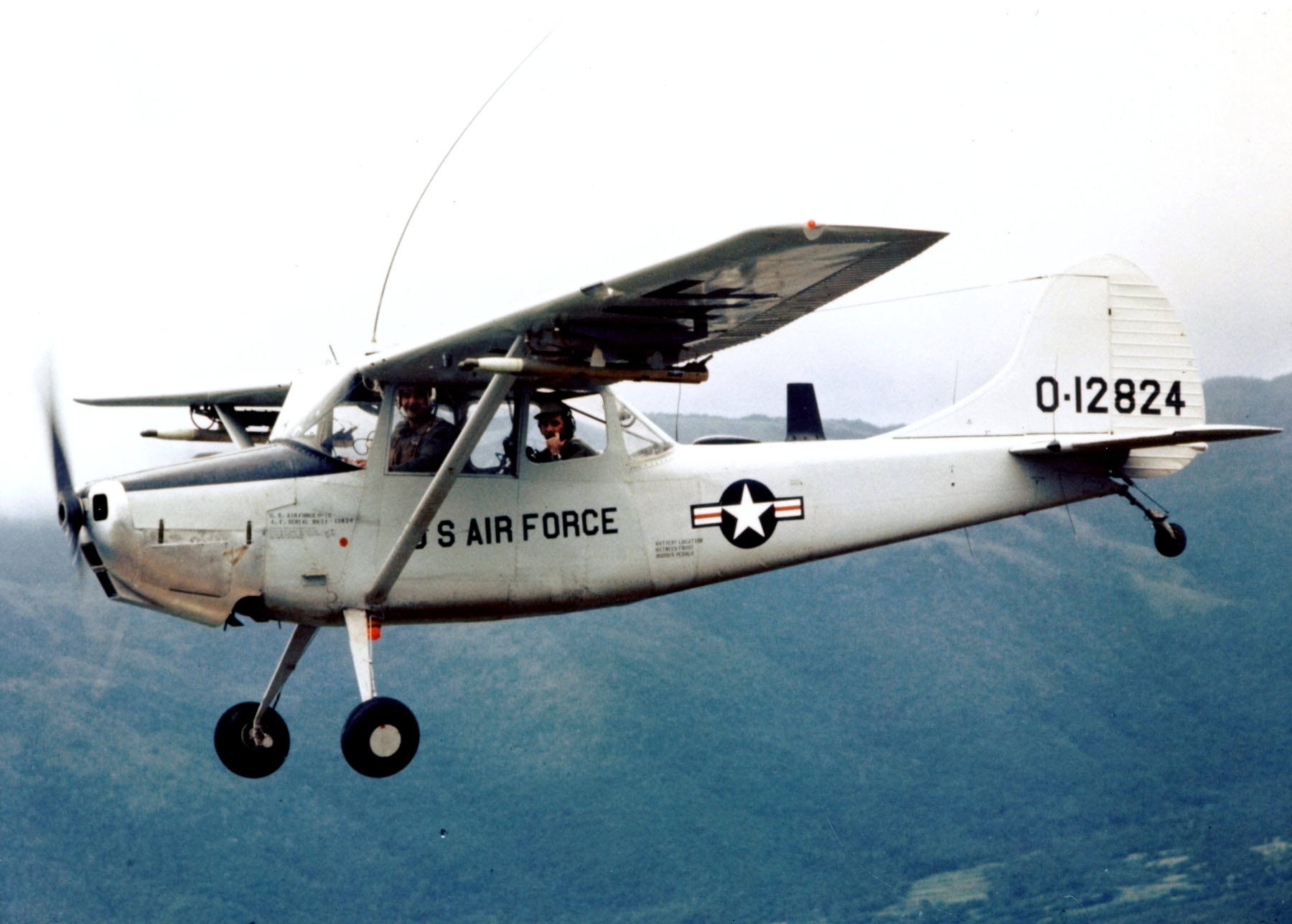
Die Raven setzten unbewaffnete Cessna „Bird Dog“ mit erweiterter Funkausrüstung ein. Die Zweimannbesatzung bestand aus einem US-amerikanischen Piloten der Air Force und meist einem Hmong-Späher und -Funker.

Long Tieng (Laotisch: ສະໜາມບິນເມືອງລ້ອງແຈ້ງ, ausgesprochen Sanam bin müang long chäng kurz ລ້ອງແຈ້ງ, Thai ล้องแจ้ง; alternative Transkription: Long Cheng) ist ein vom laotischen Militär genutzter Stützpunkt und Flugplatz in der Provinz Saysomboun, im Truong-Song-Gebirge etwa 130 km Luftlinie nördlich der Hauptstadt Vientiane.

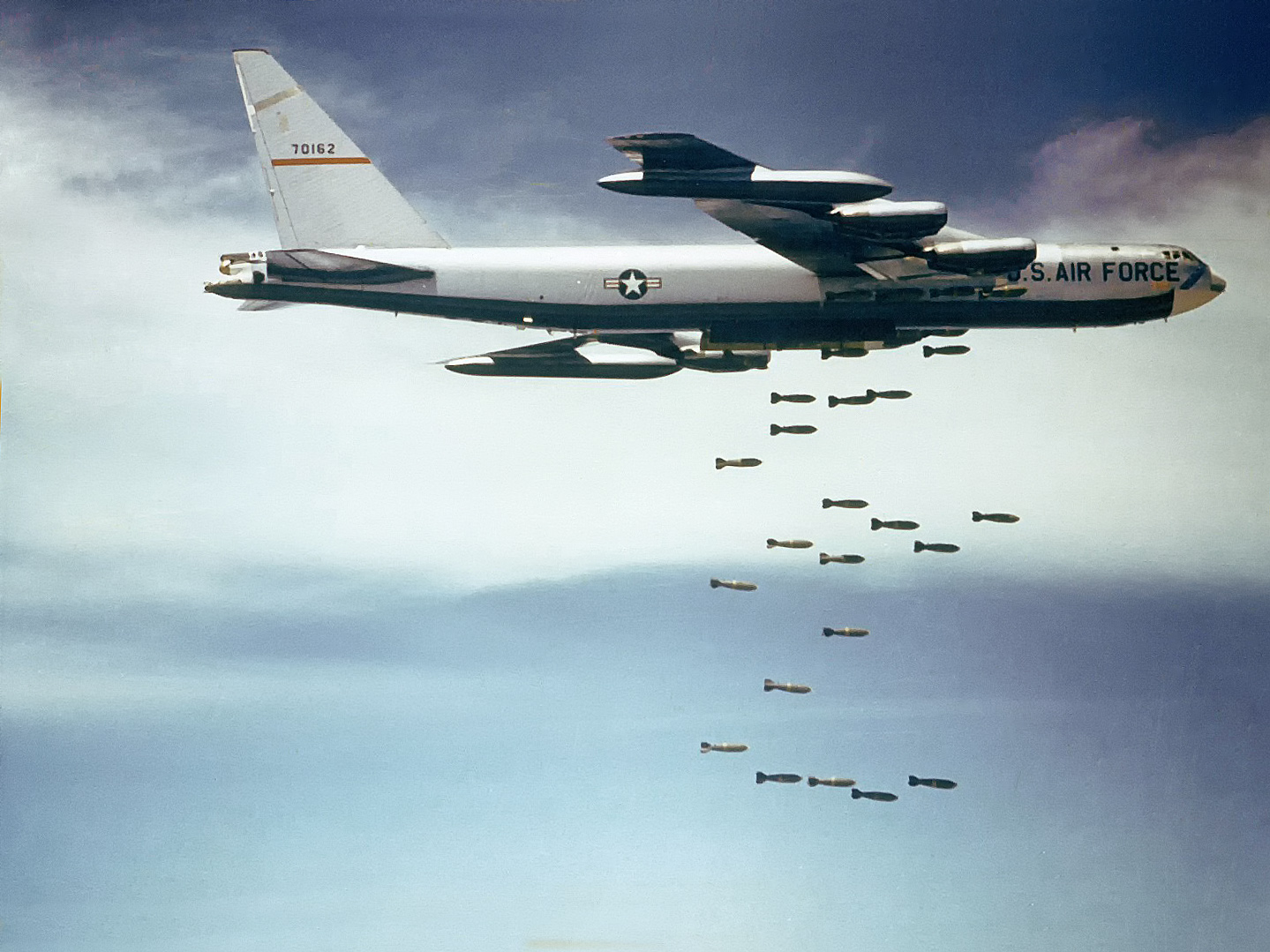
Die US-Luftwaffe griff massiv in den laotischen Bürgerkrieg ein. Die Bomber starteten von außerhalb Laos. Die Koordination durch Forward Air Controller erfolgte von Long Tieng aus. Im Bild B-52 Bomber beim Abwurf.

## Geschichte

### Entstehung
Berühmt wurde Long Tieng unter der Bezeichnung LS98/LS20A als geheime Basis der CIA während des als Secret War bezeichneten US-amerikanischen Eingriffs in den laotischen Bürgerkrieg. LS stand für Landing Site, gesprochen Lima Site aber auch Lao Site. Das A (alternative) sollte ausdrücken, dass es sich um ein Ausweichflugfeld und kein regelmäßig genutztes handelt. Also war LS98 das Ausweichflugfeld für LS20. Bei LS20 handelte es sich um ein Flugfeld, welches von der USAID für ein Militärkrankenhaus mit Namen San Sook (Laotisch: ແສນສຸກ ausgesprochen Sän Suk) in einem Dorf mit Namen Sam Thong unter philippinischer Kontrolle betrieben wurde. Der USAID-Koordinator war Pop Buell. Das Militärkrankenhaus und das Flugfeld befanden sich einige Kilometer von LS98 entfernt auf einem Hügel. So konnte das Flugfeld LS98 in interne Karten z. B. der Air America eingezeichnet werden, ohne Aufsehen zu erregen. Nicht eingeweihte Piloten flogen das Flugfeld LS20 des Krankenhauses an und machten sich gar keine Gedanken über LS98. Ende der 1960er Jahre lebten etwa 40.000 Menschen in Long Tieng, womit die Basis zur zweitgrößten Stadt des Landes wurde; zur gleichen Zeit gehörte der Flugplatz mit täglich ungefähr 400 Starts- und Landungen (hauptsächlich von Flugzeugen der Air America) zu den am meisten angeflogenen Flughäfen in Südostasien. Long Tieng war der Hauptstützpunkt der Raven Forward Air Controller der US-Luftwaffe, welche Bombenabwürfe über Nord-Ost-Laos koordinierten. Der Flugplatz und die Umgebung wurde von General Vang Pao kommandiert und diente als Hauptquartier der Hmong-Milizen. Im Gegensatz zu Long Tieng war Sam Thong keine geheime Operation. LS20 wurde von hohen Politikern, Würdenträgern und US-Abgeordneten besucht. Selbst der laotische König besuchte das Flugfeld mehrmals, um sich über die Arbeit der USAID zu informieren.
Ab 1962 errichtete die CIA die Luftbasis tief im abgelegenen tropischen Bergland; bald wurden von dort aus militärische Aktionen in ganz Laos koordiniert, pro-amerikanische Hmong-Guerillakämpfer ausgebildet und Ziele für US-Langstreckenbomber markiert. Lange Zeit war der Ort auf keiner Landkarte verzeichnet und selbst der US-Kongress wusste nichts von dessen Existenz. Im Jahr 1964 war die anfangs 1260 Meter lange Lande- und Startbahn fertig.
Die Geheimhaltung war notwendig, weil Laos offiziell ein neutrales Land im Vietnamkrieg darstellte. Am 23. Juli 1962 war in Genf das International Agreement on the Neutrality of Laos unterzeichnet worden, nachdem schon die Neutralität des Landes im Genfer Abkommens vom 21. Juli 1954 festgelegt worden war. Das Agreement zwang die Amerikaner, ihre Unterstützungs- und Trainingseinheiten für die laotische Regierung aus dem Land nach Bangkok, Thailand, zu verlegen. Zirka 1100 Amerikaner mussten das Land verlassen. Nur eine kleine Einheit mit Namen Requirements Office unter der Leitung von USAID verblieb in Vientiane am Sitz der US-Botschaft. Die zirka 8000 Mann der nordvietnamesischen Truppen verließen das Land jedoch nicht. Das Abkommen wurde von der International Control Commission der Vereinigten Nationen überwacht. Da Nordvietnam sich nicht an das Agreement hielt und weiterhin das Land als Hinterland und für den Nachschub nutzte (siehe Ho-Chi-Minh-Pfad), fühlte sich die amerikanische Regierung gezwungen, nach anderen Möglichkeiten zu suchen, um Einfluss auf das Land zu nehmen. Auch versuchten die Amerikaner den Einfluss der Kommunisten im Land zu stoppen. Die US-Botschaft in Vientiane übernahm die Aufgabe der Koordination der Hilfe. Primär waren der CIA und die USAID beteiligt. Beide setzten auf die Minderheit der Hmong und so entstand eine pro-amerikanische Miliz. Da Laos gebirgig ist und über kein ausgebautes Straßennetz verfügte, waren Flugzeuge und Hubschrauber die einzige Möglichkeit, die vom CIA aufgebauten Hmong-Milizen zu unterstützen. Dafür beauftragten die USAID und die CIA private Fluggesellschaften mit der Versorgung der Milizen. Diese wurde primär durch die Air America durchgeführt.
In den ersten Jahren wurde der Flugplatz zum Aufbau einer eigenen Luftwaffe für die Milizen genutzt. Hmong-Piloten wurden in Udon Thailand geschult und die US-Luftwaffe stellte den Hmong T-28 Kampfflugzeuge und DC-3 Transportmaschinen zur Verfügung. Auch die Air America nutzte das Flugfeld, um Nachschub zu liefern, Verwundete auszufliegen und für SAR-Operationen. Die US-Luftwaffe unterhielt ein Geheimprogramm Raven Forward Air Controller, aber auch einen Search and Rescue-Stützpunkt.

### Ab 1964
Im Mai 1964 eroberten Pathet Lao Truppen die wichtige Kreuzung der Nationalstraßen 7 und 13. Damit war Luang Prabang nicht mehr einfach von Vientiane auf dem Landweg zu erreichen. Schlimmer noch für Long Tieng, das von der Landversorgung abgeschnitten wurde. Die laotischen Streitkräfte planten eine Gegenoffensive. Aber die Amerikaner mussten involviert werden, da die laotischen Streitkräfte komplett von den USA finanziert wurden. Ab 26. Juni 1964 empfahl Botschafter Leonard Unger der US-Regierung die Operation Triangle. Aus drei Richtungen sollte die Kreuzung in der Nähe des Dorfes Sala Phou Khoun angegriffen werden. Die laotische Armee sollte von Süden aus Richtung Vientiane und aus Richtung Norden von Luang Prabang aus angreifen, während die Truppen von Kong Le von Osten entlang der Nationalstraße 7 vorrücken sollten. Die Operation wurde vom 19. bis 29. Juli 1964 durchgeführt. Die Truppen von Kong Le zusammen mit drei Bataillonen aus Long Tieng konnten die Kreuzung einnehmen. Die Operation zeigte auch, dass die taktische Unterstützung durch Forward Air Controller nicht zufriedenstellend funktionierte. So wurden eigene Truppen bombardiert. Die zivilen Piloten der Air America und laotische Einsatzkräfte waren überfordert mit der Aufgabe thailändische, laotische und amerikanische Luftangriffe zu koordinieren. Aber die Situation wurde noch komplizierter. Thailand erlaubte im Mai 1965 auf thailändischen Basen stationierten amerikanischen Flugzeugen der US-Luftwaffe den Einsatz in Laos. Amerikanische Flugzeuge aus Udon bombardierten aus Versehen die Stadt Sam Neua. Es zeigte sich, dass nur amerikanische FAC, welche vor Ort mit laotischen und Hmong zusammenarbeiten konnten, die Situation in den Griff bekommen werden. Das Forward Air Controller-Konzept in Long Tieng wurde geschaffen. Piloten der US-Luftwaffe mussten die Aufgabe übernehmen. Offiziell wurde das Raven-Programm am 5. Mai 1966 ins Leben gerufen. Vor dem Start des Raven-Projekts übernahmen US-Militärangehörige die FAC-Aufgaben, welche offiziell Mitarbeiter der US-Botschaft in Vientiane waren. Sie flogen in Flugzeugen der zivilen Fluggesellschaften Air America und Continental Air Services mit. Es handelte sich dabei meistens nicht um Piloten, sondern Air Traffic Controller. Sie benutzten das Funkrufzeichen Butterfly und wurden von einer Funkzentrale in der Botschaft koordiniert. Bei den Raven handelte es sich um ausgebildete Piloten der US-Luftwaffe, welche das Flugzeug selber steuerten und einen Milizionär von Vang Pao's Armee als FAC dabeihatten. Sie benutzten Funkrufzeichen die mit Raven begannen. Im Gegensatz zu den zivilen Flugzeugen der Butterfly waren die Flugzeuge der Raven mit Zielmarkierungsraketen ausgerüstet.
Am 14. September 1969 startete die nordvietnamesische Armee einen Großangriff im nordöstlichen Laos (Campaign 139). Mit der Unterstützung von 60 Panzern griffen 26 vietnamesische und 10 Pathet-Lao-Bataillone die Stellungen der Hmong-Milizen an. Nachdem sie die Ebene der Steinkrüge überrannt hatten, griffen sie das südlich gelegene Gebiet um Long Tieng an. Mit 16.000 Mann gelang es den Vietnamesen, die 6.000 Verteidiger zurückzudrängen. Die USA setzen daraufhin am 17. Februar 1970 das erste Mal in der Geschichte des laotischen Bürgerkriegs Boeing B-52 Bomber in der Ebene der Steinkrüge ein. Die Situation eskalierte. Am 22. März 1970 warfen die US-Luftwaffe erstmals BLU-82-Bomben auf nordvietnamesische Truppen ab.

### Ab 1970
Am 17. März 1970 wurde Sam Thong (LS20) von einer Einheit bestehend aus Pathet Lao und nordvietnamesischen Truppen überrannt. 17.000 Menschen flüchteten nach Westen Richtung Muang Phun. Auch Long Tieng geriet durch diesen Angriff in unmittelbare Gefahr wegen der Kontrolle der Feinde über eine Hügelkette nördlich des Flugplatzes. Es flüchteten zirka 35.000 weitere Zivilisten aus der Umgebung von Long Tieng. Es schien aussichtslos, dass die Hmong Truppen von General Vang Pao den Flugplatz halten konnten, besonders weil auch viele Hmong Kämpfer flüchteten und die Ältesten der Hmong gegen Vang Pao rebellierten. Der Vorwurf: „Vang Pao würde das Volk der Hmong sinnlos für die Amerikaner opfern und wäre nur am eigenen Prestige interessiert.“ Am 18. März 1970 schickte die thailändische Regierung eigene Truppen, um die Hmong bei ihrem Abwehrkampf zu unterstützen. Die Regierung flog ein 500 Mann starkes Spezialkommando nach Long Tieng ein. Die Zahl der Thai-Truppen wurde ständig erhöht. Im Jahr 1972 befanden sich 30 Thai-Infanterie- und Artilleriebattalione in Laos, mit einer Stärke von 23.000 Mann. Ohne diese Unterstützung hätten sich die Hmongtruppen nicht behaupten können. Die thailändische Regierung befürchtete, dass nach einem Fall von Long Tieng die Vietnamesen bis an die Landesgrenze am Mekong vorstoßen könnten. Einen Monat später wurde Sam Thong von Hmong- und Thaikräften zurückerobert.
Am 26. September 1970 startete Vang Pao eine Gegenoffensive, welche von den Amerikanern (Operation Counterpunch) genannt wurde. Ziel der Operation waren die Ebene der Steinkrüge und die dort stationierten nordvietnamesischen Truppen und das 30 Kilometer nördlich von Long Tieng gelegene Muang Soui (ເມືອງສຸຍ ausgesprochen Müang Soi) in der Provinz Xieng Khouang (ຊຽງຂວາງ ausgesprochen Chiang Kwang). Muang Soui lag an der wichtigen Nationalstraße 7, einer Ost-West-Verbindung und Einfallstor nach Luang Prabang. Die Operation war erfolgreich, aber die Verluste der Angreifer hoch. Im Januar 1971 wurden die Thai- und Hmong-Truppen wieder in ihre Ausgangsstellungen in Long Tieng zurückgedrängt. Die Trockenzeitoffensive der vietnamesischen Armee hatte begonnen.
Im Januar 1971 bombardierte eine McDonnell F-4 Phantom der USA aus Versehen den Flugplatz. Es gab zahlreiche Tote und die CIA-Operationszentrale wurde zerstört. Die Phantom hatte den Auftrag, nordvietnamesische Positionen in der Umgebung zu bombardieren. In diesem Monat versuchten 19.000 nordvietnamesische Truppen, den Flugplatz zu belagern und einzunehmen. Mit Hilfe von thailändischen Truppen gelang es den 10.000 Mann starken Hmong-Einheiten, den Flugplatz zu halten.
Im Juni 1971 führte Vang Pao mitten in der Regenzeit eine Gegenoffensive durch. Er konnte mithilfe der Thai und mit Unterstützung der amerikanischen Luftwaffe einen Großteil der Ebene der Steinkrüge zurückerobern. Der General stationierte Thai-Artillerie an den Flanken der Ebene. Aber am 17. Dezember 1971 schlug Vietnam zurück mit einer großangelegten Offensive. Am 20. Dezember waren alle Positionen der Thai am Rande der Ebene überrannt. Die Vietnamesen marschierten wieder auf Long Tieng zu und am 30. Dezember 1971 fingen sie an, den Flugplatz mit Raketen und Granaten zu beschießen. Wieder flüchteten zivile Bewohner aus Long Tieng. Nur Thai und Hmong blieben zurück. Mitte Januar 1972 starteten diese eine Gegenoffensive, um die Vietnamesen aus den umliegenden Bergen zu vertreiben. Mit Hilfe von Bombenangriffen gelang dies auch, aber die Verluste betrugen 50 %. Doch die Gefahr von Artillerie und Raketenbeschuss war vorbei.
Im Jahr 1972 veröffentlichte der amerikanische Professor Alfred W. McCoy sein Buch The Politics of Heroin in Southeast Asia. Dadurch wurde der Flugplatz schlagartig einer breiteren Öffentlichkeit bekannt. McCoy zeigte auf, dass hohe vietnamesische, aber auch laotische Würdenträger am Heroinhandel beteiligt waren. Air America und der CIA sollen nach seinen Angaben logistische Unterstützung in diesem Handel geleistet haben. Besonders General Vang Pao soll eine führende Rolle in diesem Handel eingenommen haben. Die CIA dementierte diese Angaben und Air America behauptete, sie wäre im Handel nicht involviert. Dass General Vang Pao über eigene Luftstreitkräfte verfügte und Flugzeuge und Hubschrauber der Air America nutzte und diese für illegale Herointransporte nutzte, steht außer Frage. Auch dass er mit der korsischen Mafia zusammenarbeitete ist erwiesen. Inwiefern Air America und die CIA Kenntnisse von diesen Lieferungen via Long Tieng hatten, ist umstritten. Es scheint aber Tatsache zu sein, dass General Vang Pao Teile seiner Milizen mit Drogengeldern finanzierte und den Flugplatz für den Handel nutzte. Für die Hmong gehörte Opium zu ihrem Lebensstil.
Im September 1972 starteten die Gespräche zwischen der Pathet Lao und der Laotischen Regierung, um den Bürgerkrieg friedlich zu beenden. Die Kämpfe flauten ab, und die CIA reduzierte ihre Mitarbeiter am Flugplatz. Am 23. Januar 1973 wurde ein Vertrag geschlossen mit dem Ziel, die Kämpfe einzustellen. Im Juni 1973 reduzierte die amerikanische Regierung ihre Hilfe für Vang Pao und die thailändische Regierung begann, ihre Truppen zurückzuziehen.

### Aufgabe des Flugplatzes

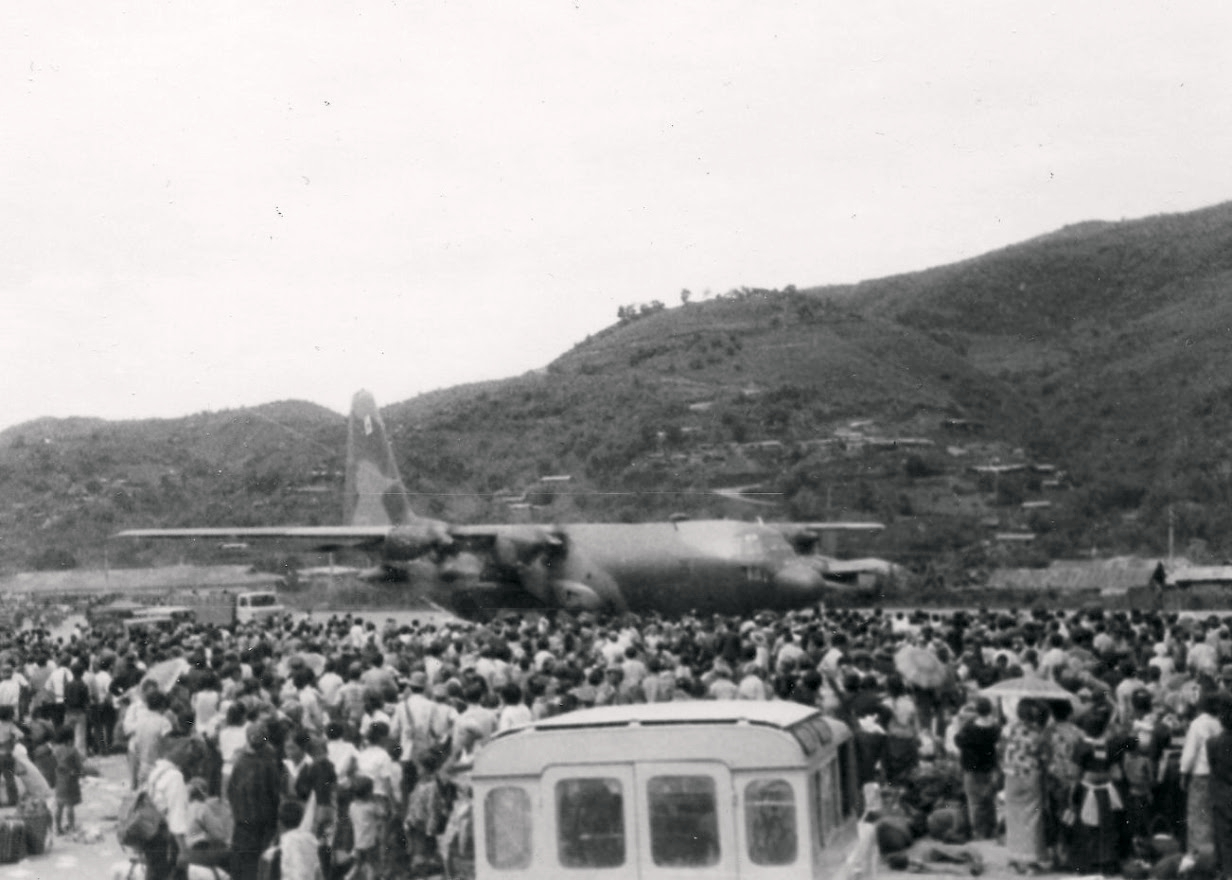
Evakuierung vom Flugplatz Long Tieng mit C-130 Hercules-Transportern

Nach Abzug der Amerikaner aus Vietnam wurde auch Long Tieng fluchtartig geräumt und kurz darauf von der Pathet Lao und nordvietnamesischen Truppen besetzt. Zu diesem Zeitpunkt lebten geschätzte 50.000 Hmong-Milizionäre und ihre Angehörigen auf der Basis. Zwischen dem 10. und 14. Mai 1975 konnten einige Tausend von ihnen mit Lockheed C-130 und Curtiss C-46 Flugzeugen und mehreren Hubschraubern nach Thailand evakuiert werden. Primär wurden Ausländer und einheimische Mitarbeiter der CIA evakuiert. Als letzte flüchteten General Vang Pao und der CIA Agent Jerry Daniels. Die meisten anderen konnten nicht evakuiert werden und warteten auf dem Flugfeld auf Rettung. Nachdem der Flugplatz am 14. Mai 1975 von nordvietnamesischen und Pathet Lao Truppen beschossen und besetzt wurde, flüchteten zirka 10.000 Hmong in den darauffolgenden Jahren zu Fuß nach Thailand. Viele überlebten diese Flucht nicht.
Nach dem Krieg waren der Flugplatz und die Umgebung lange Zeit Teil einer militärischen Sonderzone (ເຂດພິເສດໄຊສົມບູນ Khet Phiset Saysomboun). Für lange Zeit kontrollierte das Militär die örtliche Bevölkerung. Für die Einreise in diese Zone benötigte man eine Sondergenehmigung. Am 13. Januar 2006 wurde die Sonderzone aufgelöst. Der Flugplatz wird weiterhin sporadisch vom laotischen Militär genutzt. Es gibt Bestrebungen, diesen für den Tourismus zu erschließen.

## Zwischenfälle
Von 1962 bis Oktober 2023 wurden am Flugplatz Long Tieng und in seiner näheren Umgebung 4 Totalschäden von Flugzeugen bekannt. Bei 3 davon kamen insgesamt 13 Menschen ums Leben. Die Dunkelziffer ist aufgrund des geheimen Charakters des Platzes extrem hoch. Beispiel:
- Am 9. Februar 1972 verunglückte eine Curtiss C-46F-1-CU Commando der US-amerikanischen Continental Air Services (US Central Intelligence Agency, CIA) (N67961) 17 Kilometer westsüdwestlich des Militärflugplatzes Long Tieng. Das Wrack wurde erst nach drei Tagen gefunden. Alle 5 Besatzungsmitglieder, die einzigen Insassen, wurden getötet.[15]

## Dokumentarfilme
- Marc Eberle: Amerikas geheimer Krieg in Laos (englisch The Most Secret Place on Earth–The CIA's covert war in Laos), gesendet auf Arte
- DMAX-Report: Der heimliche Krieg – Amerikas verleugnete Soldaten (2003, Discovery Communications)